# Egyedfejlődés

Az egyedfejlődés szakaszai

Az egyedfejlődés vagy ontogenezis (az ógörög ontos 'lenni' és a latin genesis 'teremtés' szavak összetételéből származik) (illetve morfogenezis) egy élőlény fejlődését írja le a petesejt megtermékenyülésétől a kifejlődésig. Az egyedfejlődés a fejlődésbiológia, a fejlődéspszichológia, a fejlődési kognitív idegtudomány és a fejlődési pszichobiológia tárgykörébe tartozik.
Általánosabban az egyedfejlődés úgy definiálható, mint az egy egységen belüli szerkezeti változások története, ahol az egység lehet egy sejt, egy élőlény vagy az élőlények olyan csoportja, amelynél a szerveződés teszi lehetővé az egység fennmaradását.

## Fordítás
- Ez a szócikk részben vagy egészben  az   Ontogeny című angol Wikipédia-szócikk ezen változatának fordításán alapul.  Az eredeti cikk szerkesztőit annak laptörténete sorolja fel. Ez a jelzés csupán a megfogalmazás eredetét és a szerzői jogokat jelzi, nem szolgál a cikkben szereplő információk forrásmegjelöléseként.